# Дівчина з голкою (фільм)
Дівчина з голкою (дан. Pigen med nålen) — історичний психологічний фільм жахів 2024 року режисера Магнуса фон Горна за сценарієм, написаним фон Горном і Ліне Лангебек. Сюжет фільму розгортається в 1919 році і заснований на реальній історії данської серійної вбивці Дагмар Овербай. Вік Кармен Сонн зіграла головну роль.
Фільм було відібрано для змагання за «Золоту пальмову гілку» на 77-му Каннському кінофестивалі, де 15 травня 2024 року відбулася його прем’єра. Картина отримала схвальні відгуки критиків. Національна рада рецензій назвала його одним із 5 найкращих міжнародних фільмів 2024 року.  Він був номінований як найкращий фільм іноземною мовою на 82-й церемонії вручення премії «Золотий глобус» і як найкращий міжнародний повнометражний фільм на 97-й церемонії вручення премії «Оскар» .

## Сюжет
Копенгаген, 1919 рік: молода працівниця залишається без роботи та дізнається про свою вагітність. Вона знайомиться з Дагмар, яка керує підпільною агенцією з усиновлення. Між ними виникає сильний зв'язок, але її світ руйнується, коли вона дізнається про правду, що шокує, про роботу Дагмар.

## У ролях
- Вік Кармен Сонн — Кароліна
- Тріне Дюргольм — Дагмар
- Бесір Зечірі в ролі Пітера
- Йоахім Ф'єлструп — Йорген
- Тесса Ходер у ролі Фріди
- Ейво Нокс Мартін — Ерена
- Андерс Хоув у ролі судді
- Арі Александер — Свендсен

## Виробництво
«Дівчина з голкою» — третій повнометражний фільм Магнуса фон Горна після фільмів «Відтепер і надалі» (2015) і «ІнстаЗірка» (2020). Він написав сценарій разом з Ліне Лангебек.  Сюжет фільму заснований на реальній історії датської серійної вбивці Дагмар Овербю, яка маніпулювала бідними матерями, щоб вони залишили своїх небажаних дітей під її опікою як усиновлених, а згодом убивала їх. Її вперше засудили до смертної кари в 1921 році, але пізніше рішення замінили на довічне ув'язнення. Овербю залишається найпліднішим серійним убивцею Данії.   Фон Хорн описав фільм як «казку для дорослих» і був мотивований «не просто створити чіткий жанровий твір [а] загравати з жанром. Це стало чудовою лінзою для перегляду історії для мене, оператора, декораторів і костюмів». 
Продюсерами фільму були Малене Бленков для Nordisk Film Denmark та Маріуш Влодарскі для Lava Films (Польща) у копродукції з Nordisk Film Sweden. 

## Реліз

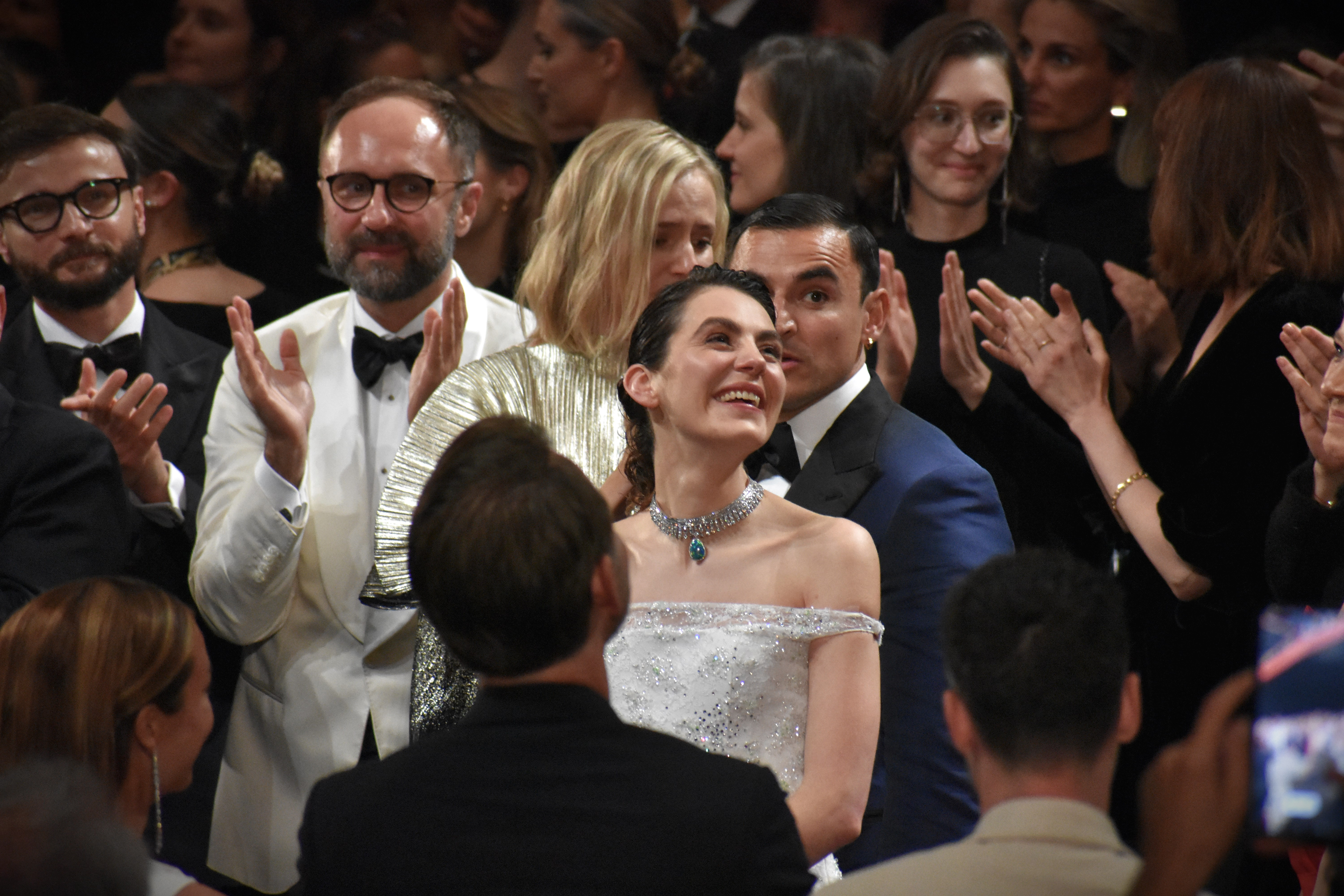
Овації після світової прем’єри фільму «Дівчина з голкою» в Каннах

«Дівчина з голкою» була обрана для змагання за «Золоту пальмову гілку» на Каннському кінофестивалі 2024 року, де його світова прем’єра відбулася 15 травня 2024 року  Північноамериканська прем’єра відбулася в секції «Спеціальні презентації» на 49-му Міжнародному кінофестивалі в Торонто 5 вересня 2024 року  Фільм також було відібрано для кінофестивалю MAMI Mumbai Film Festival 2024, де його покажуть у секції «Світове кіно». 
Міжнародні продажі здійснювала The Match Factory, чия материнська компанія Mubi придбала права на розповсюдження фільму в Північній та Латинській Америці, Великій Британії, Ірландії, Німеччині, Австрії, Італії, Туреччині та Індії через кілька днів після прем’єри.   Прем'єра фільму відбулася в Нью-Йорку та Лос-Анджелесі 6 грудня 2024 року.  Gutek Film провів прокат фільму в Польщі 17 січня 2025 року під назвою Dziewczyna z igłą.  Nordisk Film Distribution випустив фільм у Данії 23 січня 2025 року 
19 вересня 2024 року фільм було оголошено заявкою Данії на отримання премії «Оскар» за найкращий міжнародний повнометражний фільм на 97-й церемонії вручення премії «Оскар»   і потрапив до грудневого короткого списку , а 23 січня 2025 року був номінований на премію «Оскар» 

## Зовнішні посилання
- Дівчина з голкою на сайті IMDb (англ.)